# Aequidens plagiozonatus
Espèce
Aequidens plagiozonatus est une espèce de poissons perciformes appartenant à la famille des Cichlidae.